# Mitropa kup
Mitropa kup ili Srednjoeuropski kup (SE kup), službeno nazvan La Coupe de l'Europe Centrale je bilo prvo veće međunarodno klupsko natjecanje u nogometu na europskom kontinentu. Natjecanje je igrano u periodu od 1927. do 1992. godine, s pauzom između 1949. – 1951. godine.
Na inicijativu austrijanca Huga Meisla 16. i 17. lipnja 1927. godine u Veneciji je donesena odluka o osnivanju ovog natjecanja. Prve utakmice su odigrane iste godine, 14. kolovoza.
Prvih nekoliko godina su sudjelovale po dvije ekipe iz Austrije, Mađarske, Čehoslovačke i Kraljevine Jugoslavije, da bi se u sljedećim sezonama broj ekipa povećao na četiri po državi, a pristupile su Italija, Švicarska i Rumunjska.
Natjecanje je zaustavljeno početkom Drugog svjetskog rata a nastavljeno 1951. godine.
Osnivanjem euro kupova organiziranih od strane UEFA, Mitropa kup je počeo gubiti svoj sjaj, iako je nekad važio za jedno od najjačih klupskih natjecanja na kontinentu. Tijekom osamdesetih godina, nova pravila su predvidjela da umjesto državnih prvaka, sada sudjeluju pobjednici nacionalnih drugih liga. Ovo je dovelo do pada zanimanja za ovo natjecanje. Posljednje finale, igrano 1992. u talijanskom gradu Foggia, između Borca iz Banje Luke i mađarskog Budapesti VSC (5:3 poslije jedanaesteraca) privuklo je manje od 1000 gledatelja.
Mitropa kup je nakon toga ugašen.
Od klubova s područja Bosne i Hercegovine, te Hrvatske, najveće uspjehe u ovom kupu su postigli NK Čelik Zenica koja ga je osvojila 1971. i 1972., kao i NK Iskra Bugojno, koja ga je osvojila 1985., zatim Velež iz Mostara kada je 1976. godine izgubio finale od austrijskog predstavnika i HNK Rijeka koja je osvojila 3. mjesto to jest pobijedila u malom finalu 1986. godine čehoslovačkog predstavnika.

## Pobjednici po sezonama
- 1927.: Sparta Prag – Čehoslovačka
- 1928.: Ferencvárosi TC – Mađarska
- 1929.: Újpest FC – Mađarska
- 1930.: SK Rapid Wien – Austrija
- 1931.: First Vienna FC – Austrija
- 1932.: Bologna FC 1909 – Italija
- 1933.: FK Austria Beč – Austrija
- 1934.: Bologna FC 1909 – Italija
- 1935.: Sparta Prag – Čehoslovačka
- 1936.: FK Austria Beč – Austrija
- 1937.: Ferencvárosi TC – Mađarska
- 1938.: Slavia Prag – Čehoslovačka
- 1939.: Újpest FC – Mađarska

- 1940. – 1955.: Prekid natjecanja zbog Drugog svjetskog rata

- 1955.: Vörös Lobogó – Mađarska
- 1956.: Vasas Budimpešta – Mađarska
- 1957.: Vasas Budimpešta – Mađarska
- 1958.: FK Crvena zvezda – Jugoslavija
- 1959.: Budimpešta Honvéd FC – Mađarska
- 1961.: Bologna FC 1909 – Italija
- 1962.: Vasas Budimpešta – Mađarska
- 1963.: MTK Budimpešta – Mađarska
- 1964.: Sparta Prag – Čehoslovačka
- 1965.: Vasas Budimpešta – Mađarska
- 1966.: AC Fiorentina – Italija
- 1967.: Spartak Trnava – Čehoslovačka
- 1968.: FK Crvena zvezda – Jugoslavija
- 1969.: Inter Bratislava – Čehoslovačka
- 1970.: Vasas Budimpešta – Mađarska
- 1971.: NK Čelik Zenica – Jugoslavija
- 1972.: NK Čelik Zenica – Jugoslavija
- 1973.: Tatabanyai Banyasz – Mađarska
- 1974.: Tatabanyai Banyasz – Mađarska
- 1975.: Admira Wacker – Austrija
- 1976.: Admira Wacker – Austrija
- 1977.: Vojvodina Novi Sad – Jugoslavija
- 1978.: FK Partizan – Jugoslavija
- 1980.: Udinese Calcio – Italija
- 1981.: Tatran Prešov – Čehoslovačka
- 1982.: AC Milan – Italija
- 1983.: Vasas Budimpešta – Mađarska
- 1984.: SC Eisenstadt – Austrija
- 1985.: Iskra Bugojno – Jugoslavija
- 1986.: SC Pisa – Italija
- 1987.: Ascoli – Italija
- 1988.: SC Pisa – Italija
- 1989.: FC Baník Ostrava – Čehoslovačka
- 1990.: A.S. Bari – Italija
- 1991.: Torino Calcio – Italija
- 1992.: Borac Banja Luka – Jugoslavija

## Vanjske poveznice
- rsssf.com, Mitropa Cup
- austriasoccer.at, Mitropa Kup, pristupljeno 8. listopada 2016.
- Nogometni leksikon, Mitropa kup pristupljeno 8. listopada 2016.
- gostionica.net, Stara nogometna natjecanja: Mitropa Cup – 1. dio  Arhivirana inačica izvorne stranice od 10. listopada 2016. (Wayback Machine), pristupljeno 8. listopada 2016.
- gostionica.net, Stara nogometna natjecanja: Mitropa Cup – 2. dio  Arhivirana inačica izvorne stranice od 10. listopada 2016. (Wayback Machine), pristupljeno 8. listopada 2016.
- strategija.org, Naši klubovi u predratnom Mitropa kupu, pristupljeno 8. listopada 2016.